# Quieren dinero
«Quieren dinero» es el segundo sencillo promocional del álbum Pateando piedras del grupo chileno Los Prisioneros. Fue lanzada en un vinilo de 12 pulgadas cuyo lado A era una remezcla de «Muevan las industrias». 
Existen cuarto versiones de esta canción. La original publicada del Pateando Piedras, la remezcla promocional (que posteriormente fue publicada en el recopilatorio Antología, su historia y sus éxitos), una reedición inédita en el recopilatorio Ni por la razón, ni por la fuerza (la versión más conocida) y una versión en vivo del álbum Estadio Nacional, de la cual se realizó un videoclip en para promocionar dicho álbum en vivo.
Fue el tema principal de la telenovela chilena Cómplices (2006) y parte de la banda sonora de la serie colombiana El robo del siglo de Netflix (2020).

## Canción
Es uno de los grandes himnos del grupo. La canción es una reflexión sobre la excesiva importancia que se le da al dinero en el sistema capitalista y de cómo la gente es capaz de perder sus principios con tal de obtenerlo.
La melodía combina una base rítmica al estilo de New Order con un riff de guitarra que evoca la banda sonora de un spaghetti western. Durante el coro se pueden escuchar los acordes de «I Feel Love» de Donna Summer. De hecho, en el Festival de Viña del Mar 2013, González cantó el estribillo de dicha canción durante la interpretación de «Quieren dinero».
Según Jorge González, en una entrevista publicada en 2001 en el sitio web oficial de la banda: 

Es una canción en la que yo quería mezclar disco con western. Tenía unas grabaciones de Ennio Morricone, The Shadows y música de guitarra onda Pulp Fiction [se refiere a «Misirlou», de Dick Dale], que después se pondría de moda. A mí me gustaba ene, y eso lo quería mezclar con la música disco tipo Sylvester, un estilo disco high energym [sic], como se llama esa movida.

La influencia Hi-NRG se hace más notoria en la versión en vivo de Estadio Nacional, en la que González canta una parte de «Why?» de Bronski Beat, banda que en 1985 grabó un cover de «I Feel Love».

## Video
El videoclip es una presentación de Los Prisioneros en VideoTop en el año 1986.